# Швальм, Ханс
Ханс Швальм (нем. Hans Schwalm, 1900—1992) — немецкий географ, сотрудник Аненербе, гауптштурмфюрер СС.

## Биография

### Ранние годы. Веймарская республика
Участвовал в юношеском движении «Перелётных птиц». Изучал судостроение в Техническом университете в Берлине, затем перевёлся в Берлинский университет, где изучал географию, геологию, физику и математику. В 1923 г. защитил там кандидатскую диссертацию. В том же году продолжил образование в Гейдельберге, где изучал историю, историю искусств, экономику и философию.
Работал ассистентом в Берлине. С 1926 г. учёный секретарь Лейпцигского фонда по изучению фольклора и культуры. При этом основной областью научных интересов Швальма стали геополитика и положение немецкого этнического меньшинства в Европе. Совместно с группой исследователей (в том числе Яном Петерсеном и Отто Шеелем) издавал журналы, посвящённые положению фольксдойче в сопредельных с Германией странах, такие, как Handwörterbuch des Grenz- und Auslanddeutschtums, выходивший с 1932 г. в Бреслау.

### Деятельность при нацистах
1 мая 1933 г. вступил в НСДАП. В 1933—1936 гг. состоял в СА в Киле, одновременно до 1938 г. — на руководящих должностях в Гитлерюгенде. В 1938 г. начал работать в Аненербе, где стал ближайшим сотрудником Ханса Шнайдера. Зимой 1939/40 гг. сопровождал Шнайдера в исследовательской поездке Аненербе в Прибалтику, где производилась оценка архивных собраний. В феврале 1941 г. Швальм получил пост экстраординарного профессора в Имперском университете Позена, а 1 апреля возглавил кафедру учения о народе, пограничного и этнического германства.
В октябре 1941-июне 1942 гг. Швальм возглавлял особую комиссию Аненербе по культуре, действовавшую в Нижней Крайне. В задачи данной комиссии входило выявление церковных книг и архивов, а также иных культурных ценностей, связанных с немецким меньшинством в Словении, и подготовка их к вывозу в Германию. Помимо Крайны комиссия Швальма действовала также в Южном Тироле. Осенью 1942 г. Швальм вступил в СС и был переведён в Осло, где возглавил подотдел Аненербе «Норвегия», являясь, по сути, личным представителем Генриха Гиммлера в этой стране.

### После войны
В 1945 г. через Любек перебрался в Шлезвиг, а оттуда в Нижнюю Саксонию. Работал в Нижнесаксонской академии географических исследований (Akademie für Raumforschung in Niedersachsen), затем в Федеральном институте географических исследований в Бонне (Bundesinstitut für Raumforschung in Bonn). В 1959—1968 гг. экстраординарный профессор географии Восточной Европы в Тюбингене.

## Сочинения
- (вместе с коллективом авторов) Die deutsche Ostgrenze. Unterlagen zur Erfassung der Grenzzerreißungsschäden. Leipzig 1929.